# Château de Vauboyen
Le château de Vauboyen est un château français situé dans la commune de Bièvres, en pays Hurepoix, aujourd'hui le département de l'Essonne et la région Île-de-France, à quinze kilomètres au sud-ouest de Paris.

## Situation
Le château de Vauboyen est situé au numéro 76 de la rue de Vauboyen dans le hameau du même nom dépendant de la commune de Bièvres. Cependant, une partie de son parc traverse la frontière qui sépare la commune de Jouy-en-Josas dans les Yvelines. Implanté dans la vallée de la Bièvre, en contrebas du massif forestier de Monteclin il domine la gare de Vauboyen desservie par la ligne C du RER d'Île-de-France à cinquante mètres.

## Histoire
Le château de Vauboyen a été construit entre 1809 et 1815 par l'architecte et inspecteur des bâtiments du Louvre Claude-Louis Bernier pour Madame de La Celle de Châteaubourg. A cette époque, la Bièvres était un rendez-vous d'artistes, notamment grâce au salon littéraire de Victor Hugo tenu au château des Roches voisin.
En 1966, le château a été inscrit aux monuments historiques puis classé en 1979.

## Architecture
Le château, construit en meulière et enduit sur un plan cruciforme présente un style palladien empire. Monté sur un sous-sol surélevé, deux niveaux surmontés d'une toiture à quatre pans en ardoise et terminé par une terrasse entouré d'une rambarde en fonte. Les façades nord et sud sont percées de deux fenêtres par niveau. Les façades est et ouest sont complétées par un péristyle, soutenu par trois colonnes toscanes, le premier niveau est complété par une loggia, en trompe-l'œil à l'ouest, avec un plafond à caissons et des niches, le tout surmonté d'un fronton triangulaire.
Le parc est équipé d'une fabrique en meulière et brique constituée des communs, d'une écurie, d'une vacherie, d'un colombier carré et d'un lavoir. Il est fermé par un portail monumentale avec une grille en fonte et fer forgé encadrée par quatre colonnes de style éclectique égyptien.

## Galerie

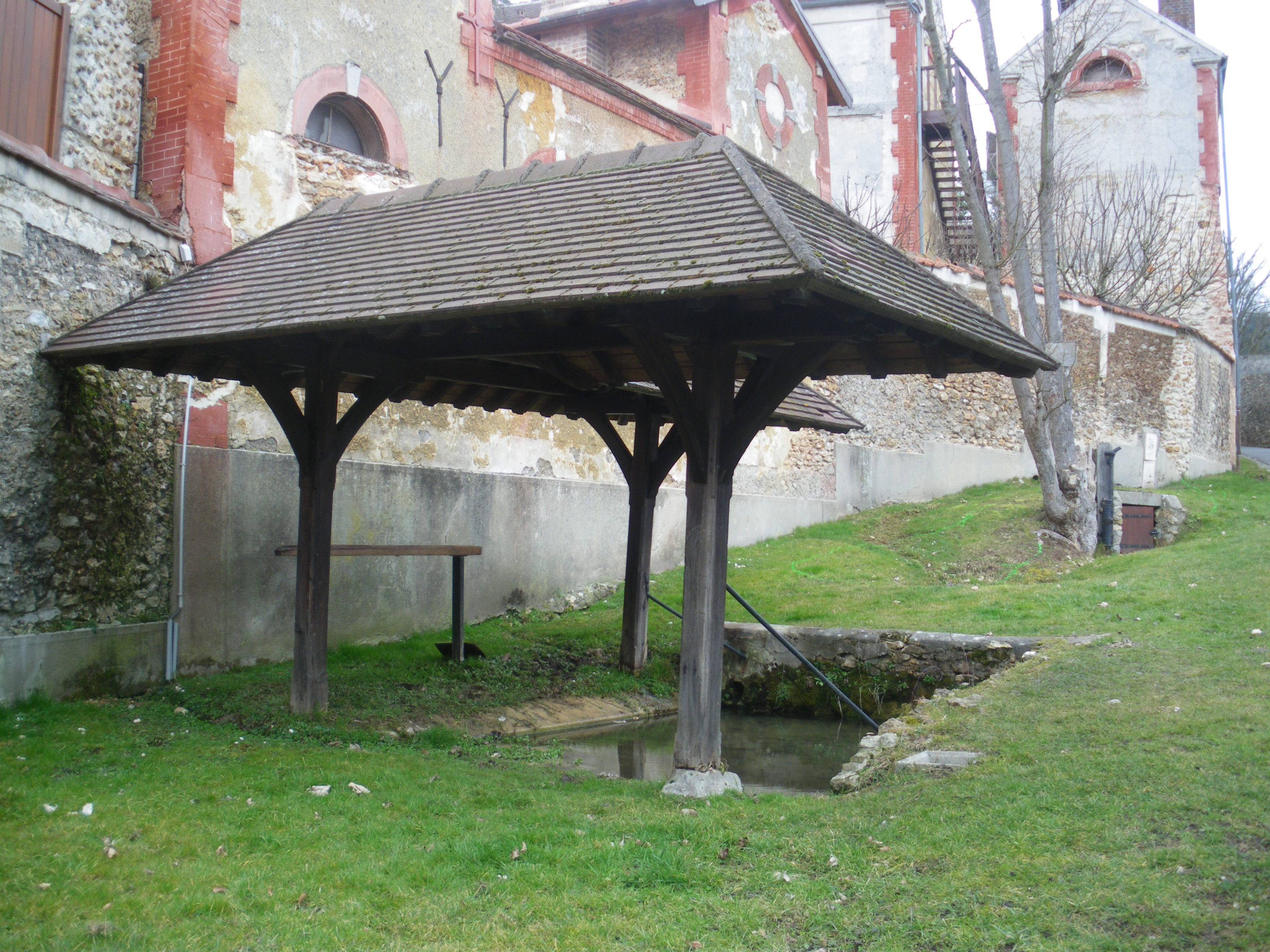
Le lavoir du château de Vaudoyen.